# Mamadou Coulibaly (calciatore 1999)
Mamadou Coulibaly (Thiès, 3 febbraio 1999) è un calciatore senegalese, centrocampista del Südtirol.

## Biografia
Nato e cresciuto in Senegal da padre insegnante di educazione fisica, nell’autunno del 2015, dato che la famiglia vuole che smetta di giocare a calcio per iscriversi all’università, scappa in Europa, intraprendendo prima un viaggio in pullman dal suo Paese natale a Tangeri (Marocco) e successivamente mediante un viaggio su un barcone arriva prima in Spagna, poi in Francia (a Marsiglia e successivamente a Grenoble, dove vive per qualche tempo come ospite di una zia) e da lì in Italia mediante un viaggio in treno, che lo porta a passare prima a Livorno (dove è ospitato da amici) e poi a Montepagano in provincia di Teramo. A Roseto, non avendo un luogo in cui vivere, si trova costretto a dormire per alcuni giorni su una panchina a poca distanza dallo stadio locale; qui viene fermato dai Carabinieri, che lo identificano e gli trovano una sistemazione, in una casa-famiglia di Montepagano.

## Carriera

### Gli inizi
Arrivato in Italia si iscrive alla squadra di calcio a 7 del Montepagano dove viene notato da vari osservatori. Quest'ultimi lo porteranno ad effettuare dei provini con Cesena e Sassuolo, che però decidono di non tesserarlo; all'inizio della stagione 2016-2017 viene aggregato dopo aver superato un provino alla rosa del Pescara, con cui si allena fino al compimento del diciottesimo compleanno, nel febbraio 2017, quando viene ufficialmente tesserato dal club abruzzese, con cui subito dopo il tesseramento esordisce nel Campionato Primavera, nel quale disputa 2 partite e segna 4 gol.
Esordisce in Serie A giocando i minuti finali della partita persa sul campo dell'Atalanta, il 19 marzo 2017. Gioca la sua prima partita da titolare alcune settimane più tardi, nell'1-1 casalingo contro il Milan. Con Zeman in panchina trova molto spazio agendo come mediano.
L'anno successivo, in Serie B gioca 23 partite e andando in rete in due occasioni. La prima rete la realizza il 24 ottobre in occasione della sconfitta in casa dell'Empoli (3-1). A causa di una pubalgia chiuderà la stagione anticipatamente.

### Udinese e prestiti
Il 10 luglio 2017 viene acquistato per 2 milioni di euro dall'Udinese, con cui firma un contratto di cinque anni. 
Con l'Udinese, anche complice una brutta pubalgia non esordisce mai, giocando solamente tre gare con la squadra Primavera e segnando un gol, indi per cui il 22 gennaio 2019 viene ceduto in prestito secco al Carpi, in Serie B. Debutta quattro giorni dopo, in occasione della sconfitta per 3-1 in casa del Cittadella, mentre il 23 febbraio segna il gol decisivo nella rimonta casalinga sullo Spezia (3-2), suo primo con gli emiliani. Mette insieme 16 presenze e 2 gol prima di tornare all'Udinese che il 1º settembre lo cede in prestito secco all'Entella, club neopromosso in B. Debutta il 29 settembre nella ripresa di Benevento-Entella 1-1. Quella è solo una delle 2 gare da lui giocate coi liguri, visto che il 13 gennaio 2020 viene ceduto in prestito secco al Trapani in Serie B e dove dà un grande contributo alla rimonta, incompleta, della squadra siciliana nel girone di ritorno.
Torna in bianconero per la stagione 2020-2021, riuscendo ad esordire con la maglia friulana alla prima giornata, giocata successivamente a causa rinvio, nella sconfitta per 2-0 contro lo Spezia.

### Salernitana e prestiti a Ternana e Palermo
A gennaio 2021, dopo 4 presenze complessive in bianconero, passa in prestito secco alla Salernitana.
Venendo impiegato nel nuovo ruolo di mezzala, riesce a fornire ben 7 assist, diventando un titolare inamovibile della squadra di Fabrizio Castori. A fine anno ottiene la promozione in Serie A con il club campano, e il prestito viene esteso per un'altra stagione con la possibilità di diritto di riscatto a 1,5 milioni di euro, ma che diventerebbe obbligo in caso di salvezza dei granata, alla cifra di 3 milioni di euro.
Il 22 agosto 2021, nel corso della prima giornata contro il Bologna persa per 3-2, Coulibaly mette a segno la sua prima rete nella massima serie. Si ripete nella quinta giornata contro il Verona (2-2) Chiuderà anticipatamente la stagione, con 10 presenze e 2 reti a causa di quattro lesioni muscolari al retto femorale. Il 22 maggio 2022, con la salvezza all'ultima giornata di campionato della Salernitana, scatta definitivamente l'obbligo di riscatto del cartellino del centrocampista da parte della società granata per circa tre milioni di euro.
Il 9 agosto 2022 passa in prestito oneroso alla Ternana, in Serie B. Il 10 settembre segna la prima rete, contribuendo al successo in rimonta (3-2) sul campo del Parma. Il 1º ottobre 2022 metterà a referto la sua seconda rete della stagione in una gara vinta in trasferta per 2-0 contro il Cittadella. Il 15 ottobre 2022 il senegalese è vittima di un infortunio che non gli permetterà di partecipare alla gara contro il Benevento. Il giocatore ha subito una lesione muscolare al retto femorale che lo ha tenuto fuori dal campo per quasi un mese. Rientra nella gara giocata contro il Pisa il 26 novembre 2022 subentrando ad Andrea Favilli al 77' minuto. L'ultima rete che Coulibaly segna con la maglia rossoverde risale al 5 marzo 2023, in una gara pareggiata per 2-2 contro il Benevento. A fine stagione non viene riscattato facendo ritorno alla Salernitana.
Il giocatore, inizialmente fuori dai piani della società, durante il ritiro dei granata a Rivisondoli ha convinto il mister Paulo Sousa a dargli un'altra possibilità di riscatto. Date le assenze numerose a centrocampo, sarà impiegato con costanza durante il pre-campionato, venendo messo nella lista dei convocati per la stagione 2023-2024. Esordirà nuovamente in Serie A il 20 agosto 2023 nella gara pareggiata per 2-2 in casa della Roma, subentrando ad Erik Botheim all'88' minuto.
Il 1º settembre 2023 viene ceduto in prestito al Palermo. Esordisce in maglia rosanero il 16 settembre nella vittoria per 1-0 in casa dell'Ascoli, entrando al posto di Jacopo Segre all'83º minuto di gioco. L'8 novembre segna la sua prima rete in rosanero, decidendo il recupero di campionato contro il Brescia. Termina la stagione con 19 presenze ed una rete, non venendo riscattato dalla compagine rosanero.

### Catanzaro e Südtirol
Il 30 agosto 2024 viene ceduto a titolo definitivo al Catanzaro, sempre in Serie B. Il 16 marzo 2025 mette a segno la prima rete con i calabresi, firmando l'ultimo gol del successo per 4-0 nel derby casalingo contro il Cosenza.  Al termine della stagione rimane svincolato.
Il 10 luglio 2025 sottoscrive un accordo annuale, con opzione di rinnovo per un'ulteriore stagione, con il Südtirol, ritrovando Fabrizio Castori come allenatore dopo l'esperienza al Carpi.

## Statistiche

### Presenze e reti nei club
Statistiche aggiornate al 17 maggio 2025.
| Stagione           | Squadra            | Campionato         | Campionato | Campionato | Coppe nazionali | Coppe nazionali | Coppe nazionali | Coppe continentali | Coppe continentali | Coppe continentali | Altre coppe | Altre coppe | Altre coppe | Totale | Totale |
| Stagione           | Squadra            | Comp               | Pres       | Reti       | Comp            | Pres            | Reti            | Comp               | Pres               | Reti               | Comp        | Pres        | Reti        | Pres   | Reti   |
| ------------------ | ------------------ | ------------------ | ---------- | ---------- | --------------- | --------------- | --------------- | ------------------ | ------------------ | ------------------ | ----------- | ----------- | ----------- | ------ | ------ |
| mar.-giu. 2017     | Pescara            | A                  | 9          | 0          | CI              | -               | -               | -                  | -                  | -                  | -           | -           | -           | 9      | 0      |
| 2017-2018          | Pescara            | B                  | 23         | 2          | CI              | 3               | 1               | -                  | -                  | -                  | -           | -           | -           | 26     | 3      |
| Totale Pescara     | Totale Pescara     | Totale Pescara     | 32         | 2          |                 | 3               | 1               |                    | -                  | -                  |             | -           | -           | 35     | 3      |
| 2018-gen. 2019     | Udinese            | A                  | 0          | 0          | CI              | -               | -               | -                  | -                  | -                  | -           | -           | -           | 0      | 0      |
| gen.-giu. 2019     | Carpi              | B                  | 16         | 2          | CI              | -               | -               | -                  | -                  | -                  | -           | -           | -           | 16     | 2      |
| 2019-gen. 2020     | Virtus Entella     | B                  | 2          | 0          | CI              | -               | -               | -                  | -                  | -                  | -           | -           | -           | 2      | 0      |
| gen.-giu. 2020     | Trapani            | B                  | 17         | 2          | CI              | -               | -               | -                  | -                  | -                  | -           | -           | -           | 17     | 2      |
| 2020-gen. 2021     | Udinese            | A                  | 3          | 0          | CI              | 1               | 0               | -                  | -                  | -                  | -           | -           | -           | 4      | 0      |
| Totale Udinese     | Totale Udinese     | Totale Udinese     | 3          | 0          |                 | 1               | 0               |                    | -                  | -                  |             | -           | -           | 4      | 0      |
| gen.-giu. 2021     | Salernitana        | B                  | 18         | 0          | CI              | -               | -               | -                  | -                  | -                  | -           | -           | -           | 18     | 0      |
| 2021-2022          | Salernitana        | A                  | 11         | 2          | CI              | 1               | 0               | -                  | -                  | -                  | -           | -           | -           | 12     | 2      |
| 2022-2023          | Ternana            | B                  | 28         | 3          | CI              | -               | -               | -                  | -                  | -                  | -           | -           | -           | 28     | 3      |
| lug.-ago. 2023     | Salernitana        | A                  | 1          | 0          | CI              | 1               | 0               | -                  | -                  | -                  | -           | -           | -           | 2      | 0      |
| set. 2023-2024     | Palermo            | B                  | 19         | 1          | CI              | -               | -               | -                  | -                  | -                  | -           | -           | -           | 19     | 1      |
| lug.-ago. 2024     | Salernitana        | B                  | 1          | 0          | CI              | 1               | 0               | -                  | -                  | -                  | -           | -           | -           | 2      | 0      |
| Totale Salernitana | Totale Salernitana | Totale Salernitana | 31         | 2          |                 | 3               | 0               |                    | -                  | -                  |             | -           | -           | 34     | 2      |
| ago. 2024-2025     | Catanzaro          | B                  | 22+1       | 1+0        | CI              | -               | -               | -                  | -                  | -                  | -           | -           | -           | 23     | 1      |
| 2025-2026          | Südtirol           | B                  | -          | -          | CI              | -               | -               | -                  | -                  | -                  | -           | -           | -           | -      | -      |
| Totale carriera    | Totale carriera    | Totale carriera    | 170+1      | 13         |                 | 7               | 1               |                    | -                  | -                  |             | -           | -           | 178    | 14     |